# 毕鲁巴
咕噜毕鲁巴，印度早期佛教人士，佛教八十四大成就者之一。
藏传佛教记载，其诞生于阿札第哇帕拉地的哲乌拉，并于印度索瑪普利大寺出家，受具足戒。此后在十二年的修行中毫无收获，并因此绝望放弃。此时有空行母进行加持，并请其努力摒弃妄念与分别心。此后毕鲁巴再经过十二年禅修，获得证悟。之后因为吃鸽子肉与酒，被逐出寺庙，开始了瑜伽士的生涯。之后，毕鲁巴通过喝酒展示神通，使三天时间太阳不曾移动，以及在印札等外道地方展示神通。并在印度东方的第米过第等地通过加持，保护婆罗门子免受当地罗刹杀戮，并使众罗刹皆发誓禁止伤害皈依三宝者。其后，大师就回至空行净土。